# كيفن جوردن (فنان قتال مختلط)
كيفن جوردن (بالإنجليزية: Kevin Jordan)‏ هو فنان قتال مختلط أمريكي، ولد في 31 أكتوبر 1970 في كولومبوس في الولايات المتحدة.

## وصلات خارجية
- كيفن جوردن على موقع يو إف سي (الإنجليزية)
- كيفن جوردن على موقع شيردوغ (الإنجليزية)
- كيفن جوردن على موقع IMDb (الإنجليزية)
- كيفن جوردن على موقع قاعدة بيانات الفيلم (الإنجليزية)